# 阪急阪神ホテルズ
株式会社阪急阪神ホテルズ（はんきゅうはんしんホテルズ、英: Hankyu Hanshin Hotels Co., Ltd）は、大阪府大阪市北区芝田（梅田地区）に本社を置く、阪急阪神ホールディングスの連結子会社で、国内外のホテル運営を行う会社である。阪急阪神東宝グループに属し、運営するホテルのグループ名は阪急阪神第一ホテルグループである。
2019年11月27日現在、直営ホテル21、フランチャイズ12、リファーラル契約14の合計47施設を有する。

## 概要
阪急ホテルズと新阪急ホテルズの運営企業に、第一ホテルとホテル阪神が合併された企業である。みどり会の会員企業であり三和グループに属している。阪急阪神東宝グループのメンバーでみどり会の加盟企業は他に阪急電鉄、東宝、阪急阪神百貨店、阪急阪神不動産があるが、いずれもみどり会のみに加盟しているのに対し、2005年に阪急電鉄の旧法人が鉄道事業を分社し持株会社となった阪急阪神ホールディングスはみどり会には加盟せず三水会にのみ加盟している。

### 阪急ホテルズ

#### 年表
- 1926年（大正15年）5月14日 - 「宝塚ホテル」開業。
- 1929年（昭和4年）7月10日 - 「六甲山ホテル」開業。
- 1964年（昭和39年）8月8日 - 「新阪急ホテル」（現「大阪新阪急ホテル」）[5]を阪急梅田駅・大阪駅前に開業。
- 1969年（昭和44年）
  - 2月1日 - 「大阪エアポートホテル」開業。
  - 10月3日 - 「呉阪急ホテル」開業。
- 1970年（昭和45年）3月1日 - 「千里阪急ホテル」開業。
- 1971年（昭和46年）6月1日 - 「ホテル阪急」（現「アワーズイン阪急」）を大井町阪急百貨店と共に大井町駅前に開業。
- 1981年（昭和56年）7月7日 - 「京都新阪急ホテル」を京都駅前に開業。
- 1985年（昭和60年）
  - 7月12日 - 「新阪急ホテルアネックス」[6]開業。
  - 8月1日 - 「高知新阪急ホテル」[6]開業。
- 1987年（昭和62年）7月25日 - 「広島ターミナルホテル」開業。
- 1992年（平成4年）
  - 11月8日 - 「ホテル阪急インターナショナル」を茶屋町アプローズ内に開業。
  - 6月5日 - 「呉阪急ホテル」再開業[7]。
- 1994年（平成6年） - 「東京新阪急ホテル築地」を聖路加看護大学再開発で完成した聖路加レジデンスの32階～38階に開業。
- 1997年（平成9年）3月 - 「広島ターミナルホテル」がJR西日本ホテルズ「ホテルグランヴィア広島」に改称しグループホテル離脱。
- 2000年（平成12年）7月7日 - 「神戸三田新阪急ホテル」開業。
- 2004年（平成16年）4月1日 - 「ホテルオオサカサンパレス」を買収し、「ホテル阪急エキスポパーク」開業。
- 2006年（平成18年）9月3日 - 「大阪エアポートホテル」閉鎖。
- 2011年（平成23年）
  - 3月 - 「アワーズイン阪急」[8]を阪急大井町ガーデンに開業。
  - 4月1日 - 「神戸三田新阪急ホテル」の運営委託契約を終了し「三田ホテル」に改称、グループホテル離脱。
- 2012年（平成24年）
  - 8月8日 - 10月1日付けで「高知新阪急ホテル」の株式をホテルマネージメントインターナショナルへ譲渡し、2013年1月1日より「ザ クラウンパレス新阪急高知」へ改称[9]するも、フランチャイズ契約とサービスは継続する旨を発表する。
  - 11月8日 - 2013年2月1日付けで「東京新阪急ホテル築地」の事業をホテルマネージメントインターナショナルへ譲渡し、「銀座クレストン」へ改称[10]するも、直営からリファーラル契約へ変更してグループホテル契約とサービスは継続する旨を発表する。
- 2020年（令和2年）
  - 2月29日 - 賃貸借契約満了に伴い、この日をもってホテル阪急エキスポパークの営業を終了。

### 第一ホテル
阪急阪神ホテルズ前身のひとつである「株式会社第一ホテル」は、阪急東宝グループ総帥小林一三が、1937年（昭和12年）に設立し、旗艦店の新橋他、「東京第一ホテル」ブランドで中規模なシティホテルを、「第一イン東京」ブランドでビジネスホテルをチェーン展開していた。しかし、バブル景気期の過剰な投資や、平成不況による売上低下から経営破綻し、2000年5月に会社更生法を申請して倒産した。小林一三ゆかりの阪急東宝グループが再建支援し、2002年4月に旧:第一ホテルの経営を統合した。

#### 年表
- 2000年（平成12年）
  - 5月26日 - 1937年（昭和12年）創業の株式会社第一ホテル、会社更生法適用を申請して倒産。
  - 6月 - 子会社である第一ホテルエンタープライズが特別清算を申請。
  - 7月27日 - 「第一ホテル大分オアシスタワー」の運営から撤退。(現「ホテル日航大分 オアシスタワー」)
  - 10月30日 - 「第一イン高松」を「ロイヤルパークホテル高松アネックス」に改称。（ロイヤルパークホテルチェーン）（現「チサンイン高松」）
- 2001年（平成13年）
  - 3月26日 - 「高松国際ホテル」が負債27億円で民事再生法適用申請。
  - 4月1日 - 「名古屋第一ホテル」を「ロイヤルパークイン名古屋」に改称。（ロイヤルパークホテルチェーン）
  - 11月1日 - 第一ホテルが100%減資、阪急電鉄が10億円出資して完全子会社化。「土浦第一ホテル」が「ホテルロイヤルレイク土浦」に改称。
  - 11月21日 - 第一ホテルの更生手続終結。
  - 12月1日 - 「海老名第一ホテル」を「オークラフロンティアホテル海老名」へ改称。（ホテルオークラが運営受託）
- 2002年（平成14年）
  - 4月1日 - 「第一ホテル東京ベイ」を「ホテルオークラ東京ベイ」に改称。（ホテルオークラが運営受託）
  - 4月1日 - 阪急ホテルズと第一ホテルが合併、第一阪急ホテルズとなる。
  - 4月30日 - 「銀座第一ホテル」営業終了。
- 2004年（平成16年）4月 - FC契約が解除され「第一ホテル光が丘」が「ホテルカデンツァ光が丘」へ改称（現：ホテルカデンツァ東京）。
- 2005年（平成17年）
  - 4月1日 - 第一阪急ホテルズと新阪急ホテルグループが経営統合して阪急第一ホテルグループとなり、阪急ホテルマネジメント、第一阪急ホテルズ、新阪急ホテル、京都新阪急ホテル、東京新阪急ホテル及び神戸三田新阪急ホテルの6社が合併し、商号が阪急ホテルマネジメントとなる。
  - 9月1日 - 「グアム第一ホテル」が「フィエスタリゾートグアム」へ変更。
  - 10月1日 - 「東京第一ホテル仙台」が「ホテルリッチフィールド青葉通り」へ変更。
  - 12月1日 - 「第一ホテルサイパンビーチ」が「フィエスタリゾート＆スパサイパン」へ変更。
- 2006年（平成18年）2月10日 - ホテルグランメールを買収。「東京第一ホテルオキナワグランメールリゾート」へ改称し、本グループに加盟。
- 2007年（平成19年）
  - 6月30日 - 「東京第一ホテル魚津」が「ホテルグランミラージュ」へ変更。（日本海シーライン開発）
  - 7月5日 - 「東京第一ホテル小倉」が「ホテルクラウンパレス小倉」へ変更。（ホテルマネジメントインターナショナル）
  - 10月1日 - 「東京第一イン八戸」（旧「八戸センチュリーホテル」）、「東京第一イン八戸アネックス」（旧「第2八戸センチュリーホテル」）が開業。
  - 1月30日 - 「東京第一ホテル福岡」の営業を終了し、「IP HOTEL Fukuoka」へ変更。
- 2011年（平成23年）
  - 4月1日 - 「モンタナリゾート」営業再開。
  - 10月12日 - 「大分第一ホテル」の2012年10月までの撤退を表明。
- 2012年（平成24年）
  - 7月5日 - 「沖縄ワシントンホテル」が「東京第一ホテル沖縄シティリゾート」に改称し、本グループに加盟。
  - 7月6日 - 同日正午をもって「大分第一ホテル」閉館。
- 2016年（平成28年）10月1日 - 「モンタナリゾート」が「東京第一ホテル岩沼シティリゾート」へ名称変更[11]。
- 2017年（平成29年）4月1日 - サンルートホテルチェーンの「ホテルサンルート白河」が「東京第一ホテル新白河」へ改称し、本グループに加盟[12]。
- 2021年（令和3年）9月 - 「東京第一ホテル米沢」閉館。新潟市のDEN ORIENTAL RELATIONSが同ホテルを継承し、同社と東急ホテルズとのフライチャイズ契約により、2022年4月より「米沢エクセルホテル東急」へ変更。[13]
- 2022年（令和4年）3月31日 - 「吉祥寺第一ホテル」閉館。（2022年10月より「吉祥寺エクセルホテル東急」）

### ホテル阪神
- 2005年（平成17年） - 阪急・阪神経営統合直前に統括する株式会社ホテル阪神を合意買収する。
- 2018年（平成30年） - 客室改装と共にホテル名称を「ホテル阪神大阪」と変更。
- 2019年（令和元年） - 訪日客をターゲットにした新ホテル「ホテル阪神アネックス大阪」を開業[14]。

### レム (remm) / レムプラス（remm+）
「もっと、いい眠りを。」をコンセプトとして展開する新しい宿泊特化型ホテルブランド。日本ベッド製造と共同開発した、オリジナルベッドやマッサージチェアの全室完備などを特徴とする。レム (remm) は、レム睡眠とノンレム睡眠のレムを語源とした造語。
「レムプラス(remm+)」は、レムに広さ（部屋サイズはダブルを基本とし、同室のベッドもクイーンサイズに拡大）や機能性シャワー、アイテムをプラスしたホテル。

#### 年表
- 2007年（平成19年）11月 - 「レム日比谷」をシアタークリエビルに開業。
- 2008年（平成20年）4月 - 「レム秋葉原」をアキバ・トリムに開業。
- 2011年（平成23年）10月15日 - 「レム鹿児島」を開業[15][16]。
- 2012年（平成24年）9月21日 - 「レム新大阪」を新大阪阪急ビル（新大阪駅直結）に開業[17][18]。
- 2017年（平成29年）3月30日 - 「レム六本木」を「ホテルアイビス六本木」跡地に開業[19]。
- 2019年（平成31年）4月3日 - 「レム東京京橋」を東京都中央区京橋の阪神グリーンビル及びパイロット本社ビル等の一体建て替えで開業。[20][21]
- 2019年（令和元年）12月24日 - レムの上位ブランドである「レムプラス」の1号店となる「レムプラス銀座」を銀座8丁目に開業[22]。
- 2021年（令和3年）4月26日 - レムプラスの関西1号店となる「レムプラス神戸三宮」を神戸三宮阪急ビルに開業。
- 2022年（令和4年）4月1日 - 「レム鹿児島」が阪急阪神ホテルズの直営からチェーンホテルに移行。

### ホテル阪急レスパイア / グランレスパイア (Hotel Hankyu RESPIRE / GRAN RESPIRE)
「レム」同様宿泊特化型ホテルだが、「レム」が国内向け・ビジネスマンをターゲットにするのに対し、「ホテル阪急レスパイア」は観光やインバウンド需要が見込める地域向けとなる。「RESPIRE」は「rest（心身を癒す）」と「inspire（活力をもたらす）」から取ったものだが、「respire」自体にも呼吸するという意味がある。「GRAN RESPIRE」は、前述の意味に加えスペイン語・イタリア語で“素晴らしい”“素敵な”を意味する「GRAN」を付け加え、より質の高いくつろぎを求めたもの。

#### 年表
- 2019年（令和元年）11月27日 - 「ホテル阪急レスパイア大阪」をヨドバシ梅田タワーに開業[24]。
- 2025年（令和7年）3月21日 - 「ホテル阪急グランレスパイア大阪」をグラングリーン大阪に開業。

## 沿革
- 1926年（大正15年） - 宝塚ホテルが創業[25]する。
- 1938年（昭和13年） - 第一ホテルが新橋に創業する。
- 1958年（昭和33年）3月3日 - 大阪航空株式会社を設立する。
- 1999年（平成11年）12月20日 - 株式会社阪急ホテルズへ商号変更する。
- 2000年（平成12年）
  - 5月26日 - 株式会社第一ホテルが会社更生法の適用を申請し倒産する。
  - 10月1日 - 株式会社阪急シグマコーポレーションがホテル営業権を事業譲渡し、阪急電鉄ホテルグループの経営統括会社になる。
- 2001年（平成13年）
  - 11月1日 - 阪急電鉄、2000年5月に倒産した株式会社第一ホテルを完全子会社化する。
- 2002年（平成14年）4月1日 - 阪急ホテルズ、株式会社第一ホテルを合併して株式会社第一阪急ホテルズへ商号変更する。阪急ホテルズの子会社であった株式会社ホテル阪急インターナショナル、株式会社千里阪急ホテル、株式会社宝塚阪急ホテルの3社も新会社である第一阪急ホテルズへ事業譲渡により事業統合し、「阪急第一ホテルグループ」として事業を開始する。
- 2004年（平成16年）
  - 4月1日 - 阪急電鉄[26]が株式交換により、株式会社新阪急ホテルを完全子会社化する。

株式交換前の新阪急ホテルの主要株主は、阪急電鉄株式会社50.15%、阪急不動産株式会社3.37%、日本生命保険相互会社1.58%、株式会社阪急百貨店1.05%である。
- - 6月1日 - ホテル経営統括会社である（旧）株式会社阪急ホテルマネジメントを、株式会社新阪急ホテルと共同で株式移転により阪急電鉄の完全子会社として設立し、株式会社第一阪急ホテルズと株式会社新阪急ホテルの経営戦略及び管理機能部門を移管して統合する。
- 2005年（平成17年）4月1日 - （旧）株式会社阪急ホテルマネジメント、株式会社第一阪急ホテルズ、新阪急ホテルグループ4社[28]の計6社が合併し、存続会社の株式会社第一阪急ホテルズは、株式会社阪急ホテルマネジメントへ商号変更する。阪急電鉄グループの再編により、同日付けで親会社の阪急電鉄株式会社が商号変更して阪急ホールディングス株式会社になる。
- 2006年（平成18年）
  - 9月29日 - 阪神電気鉄道が保有するホテル阪神の株式を譲受し、ホテル阪神を完全子会社化する。
  - 10月1日 - 阪急ホールディングス株式会社が商号変更して阪急阪神ホールディングス株式会社となる阪急・阪神経営統合に合わせ、旧・阪神電気鉄道グループのホテル阪神と六甲オリエンタルホテルが阪急第一ホテルグループに加わり、グループ名称を阪急阪神第一ホテルグループへ改称する。
- 2007年（平成19年）11月7日 - 良質な眠りに重点を置く新しいホテルブランド「レム（remm）」第一弾の「レム日比谷」を開業する。
- 2008年（平成20年）4月1日 - 完全子会社の株式会社ホテル阪神およびホテル阪神レストラン・システムズ株式会社を合併し、商号を株式会社阪急阪神ホテルズへ変更する。
- 2014年（平成26年）4月8日 - 同社が保有していた鳴尾浜工場を菓子卸流通業の山星屋の子会社であるモントワールに売却。同工場で製造していた「宝塚ハードドーナツ」に関しては、モントワールが引き続き製造・販売を行う[29]。
- 2016年（平成28年）
  - 1月6日 - 阪急阪神東宝グループであるオーエスが運営している梅田OSホテルを含む梅田OSビルの建物部分を取得、梅田OSホテルは同日を以て一旦営業を終了しリニューアル後は2月5日から阪急阪神ホテルズ運営のホテルになる（ホテル名称は変更無し）[30][31]。
  - 4月21日 - これまでSTACIAポイントと呼ばれていたポイント名称を「Sポイント」に変更[32]。同時に、これまでは加算対象がホテルのみだったメンバーズカードをSポイント対応型に一新し[33]、ホテル以外の施設でもSポイントの加算及び利用が可能になった。
  - 8月25日 - 「六甲山ホテル」事業を八光自動車工業へ譲渡することで合意。10月3日に譲渡を行い、開発協議が整うまでは阪急阪神ホテルズが引き続き同ホテルの運営を行う[34]。
- 2017年（平成29年）
  - 12月31日 - 「六甲山ホテル」営業終了。
- 2019年（平成31年/令和元年）
  - 1月23日 - 直営15ホテル（ホテル阪急エキスポパ―ク、宝塚ホテル、梅田OSホテル除く）及び今後新規開業予定6ホテルの全客室を禁煙化。2019年8月までに完了予定[35]。
- 2020年（令和2年）
  - 4月8日 - 新型コロナウイルス感染拡大防止の観点及び政府による緊急事態宣言発令から、東京及び大阪の直営ホテルの一部を2020年4月13日から5月31日まで（予定）の間休業。該当ホテルは東京が第一ホテルアネックス・レム東京京橋・レム秋葉原。大阪が新阪急ホテルアネックス・梅田OSホテル・ホテル阪急レスパイア大阪・ホテル阪神アネックス大阪。これらのホテルを該当期間に予約していた人には、東京では第一ホテル東京・レムプラス銀座・レム六本木を、大阪では大阪新阪急ホテル・ホテル阪神大阪にそれぞれ代替として案内される[36]。他のホテル内直営レストランに関してもこの発表当日から同期間まで休業、朝食営業をするレストランは朝食時間のみ営業。
- 2023年（令和5年）
  - 10月31日 - 2024年4月を以て、阪急阪神ホテルズが所有する資産（土地・建物）を親会社の阪急阪神不動産及びグループ会社の阪急電鉄に移管することを発表[37]。当社はホテル事業の経営と運営に特化した会社となる予定。

## グループホテル
本州を中心に広域にビジネスホテル展開をしていた第一ホテルがブランド内では拠点数が多くなっている。
★は阪急阪神ホテルズ直営、■はフランチャイズ、□はリファーラル契約（2022年4月1日現在）である。

### 旧阪急ホテルズグループ
- ホテル阪急インターナショナル（大阪市北区）★
- 千里阪急ホテル（豊中市）★ - 2025年度末頃の営業終了が計画されている[38]。
- 宝塚ホテル（宝塚市）★ - 2020年3月31日で旧館での営業を終了、2020年6月21日移転開業

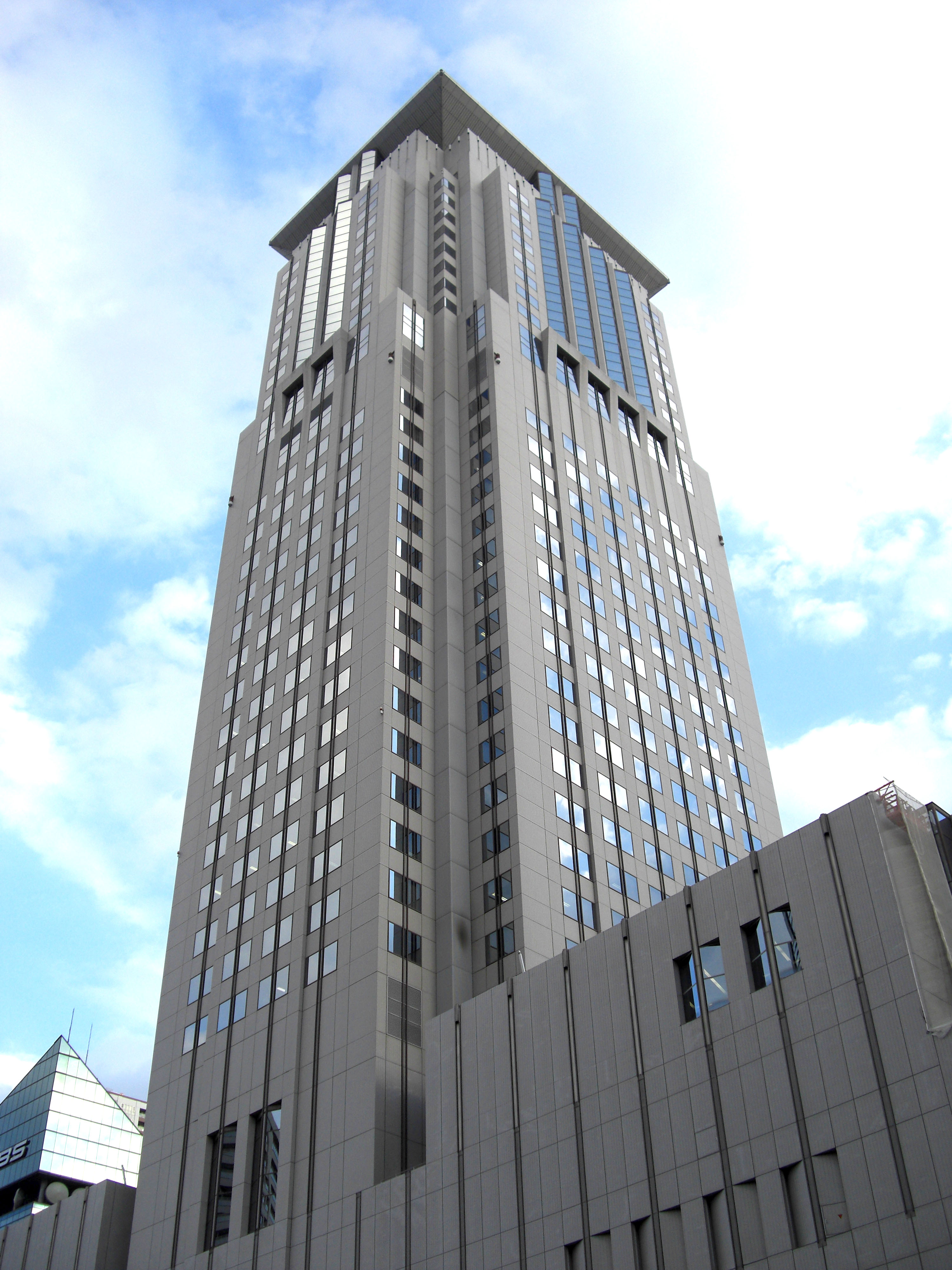
ホテル阪急インターナショナル
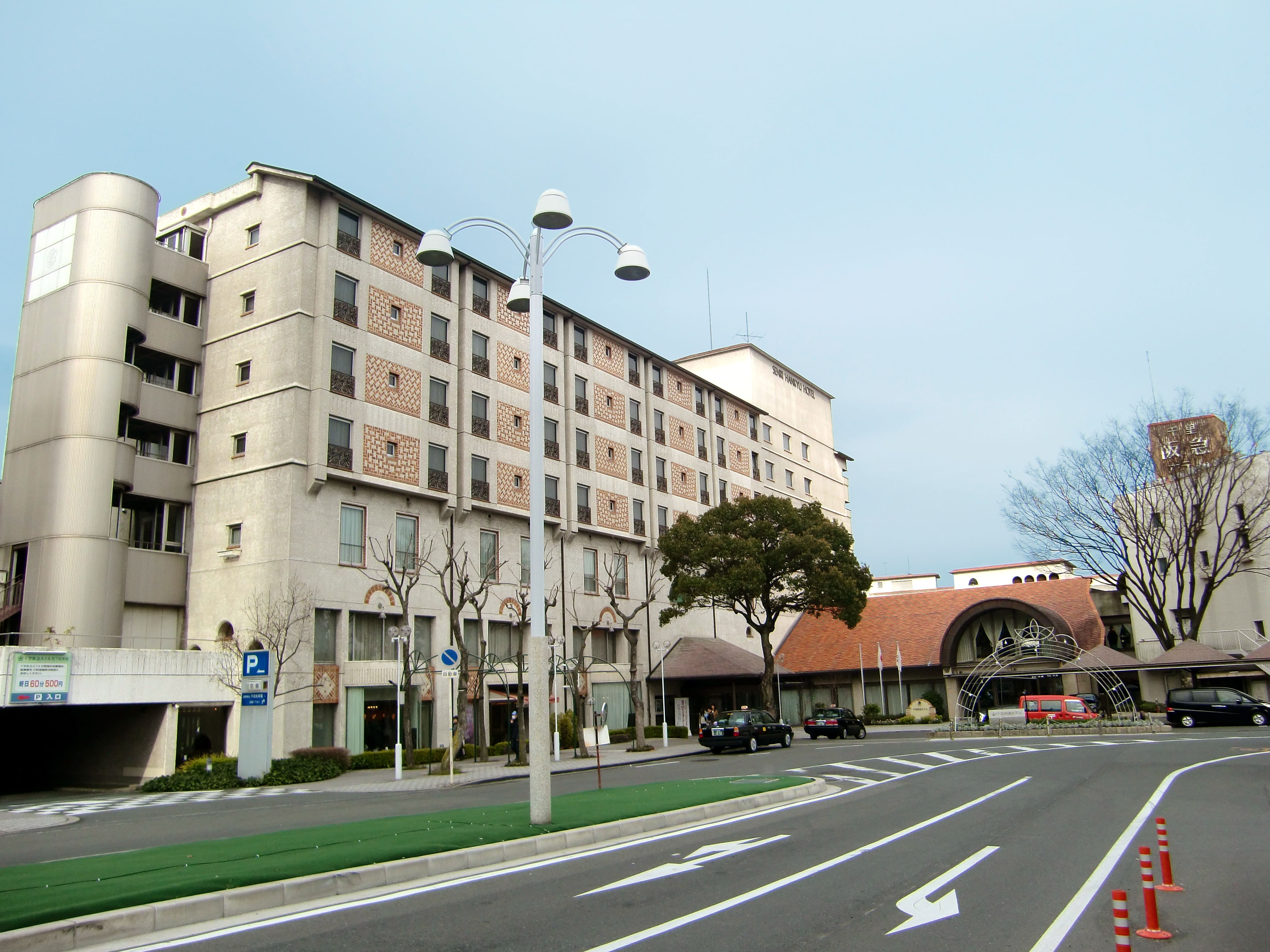
千里阪急ホテル
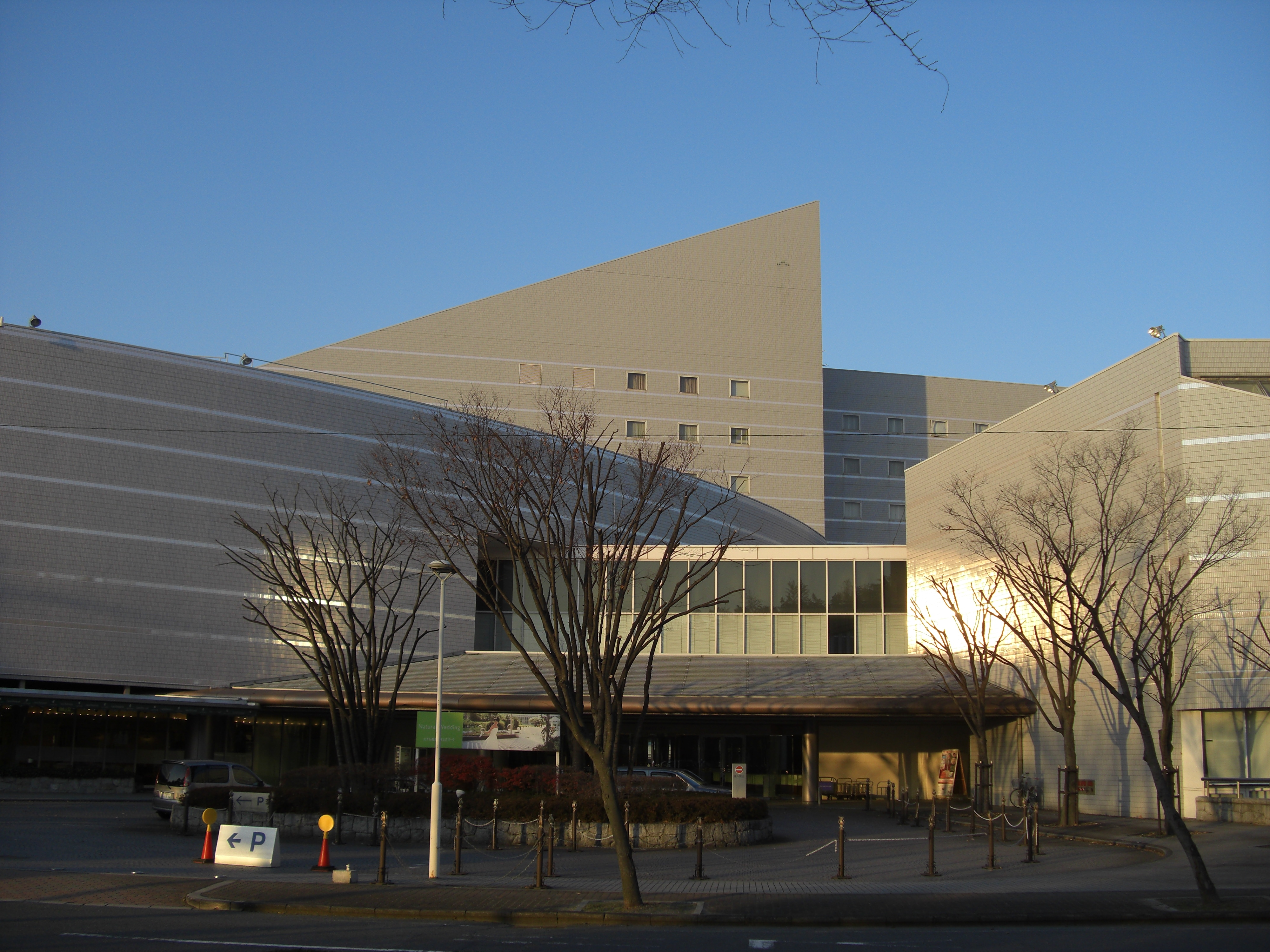
ホテル阪急エキスポパーク
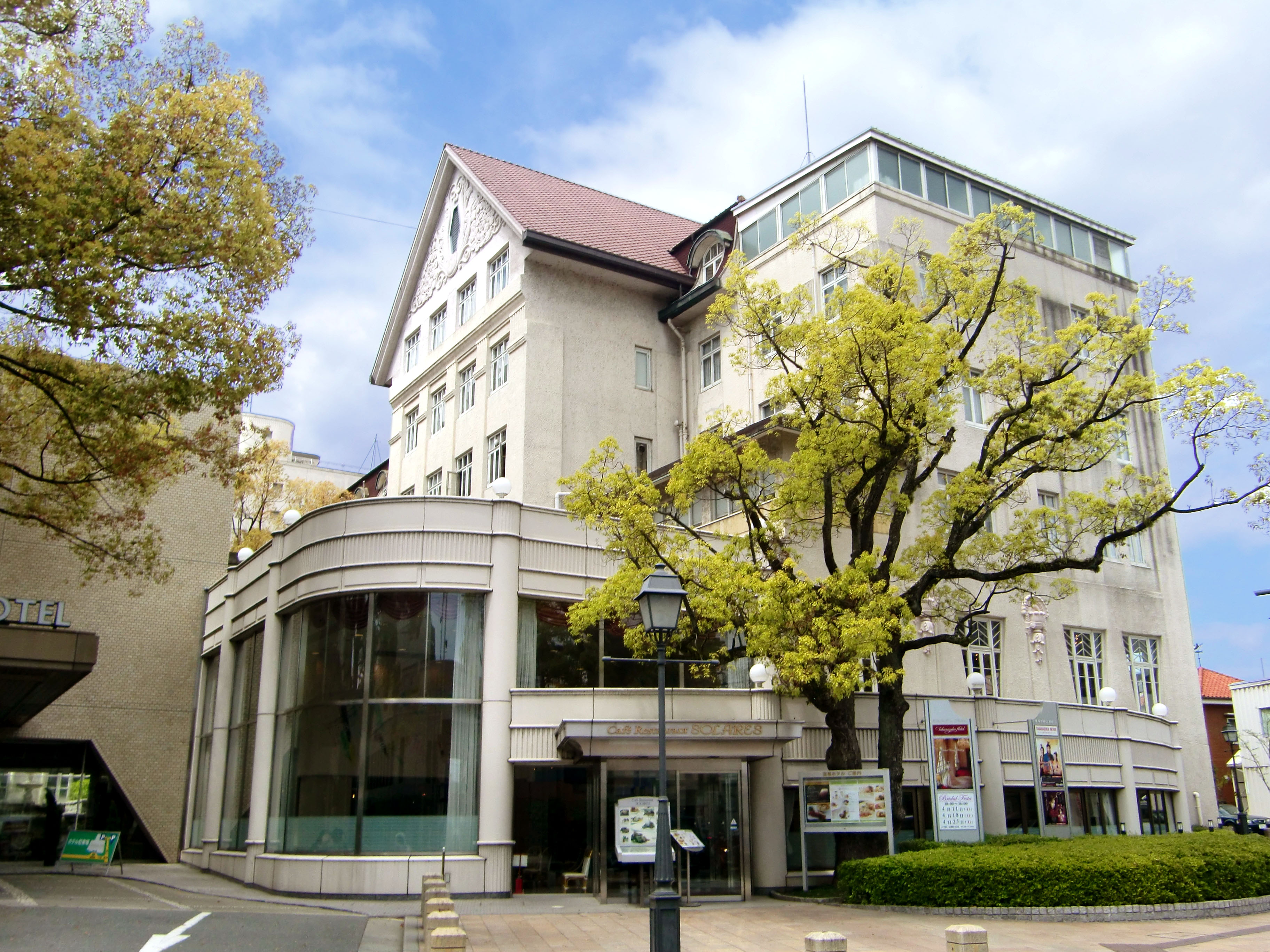
宝塚ホテル（旧館）

### 旧新阪急ホテルグループ
- 新阪急ホテルアネックス（大阪市北区）★
- 京都新阪急ホテル（下京区）★
- 銀座クレストン（中央区）□ - 2013年2月1日に改称、ホテルマネージメントインターナショナル運営、2013年1月31日まで「東京新阪急ホテル築地」★
- ザ クラウンパレス新阪急高知（高知市）■ - 2013年1月1日に改称、ホテルマネージメントインターナショナル運営、旧「高知新阪急ホテル」。

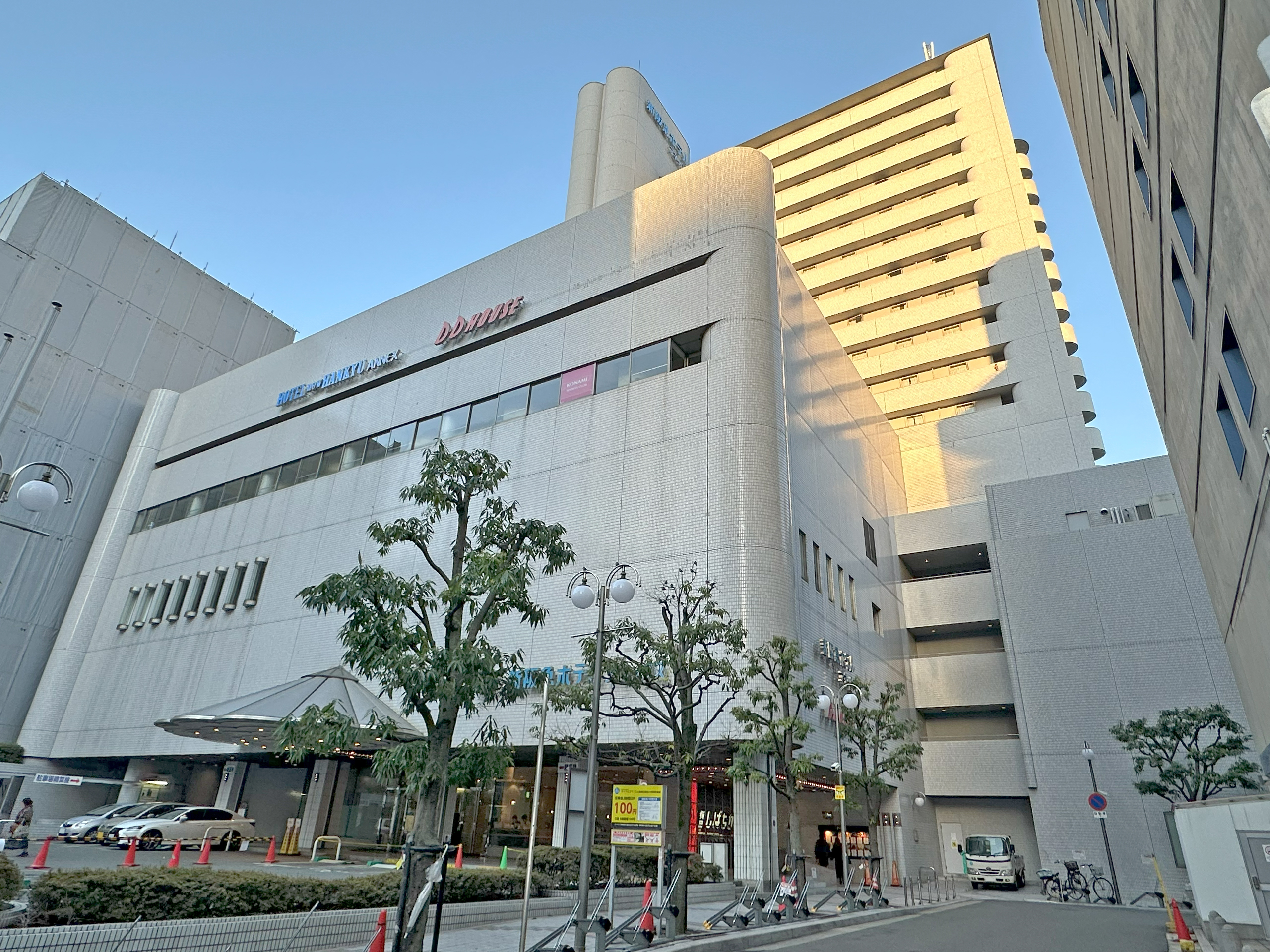
新阪急ホテルアネックス
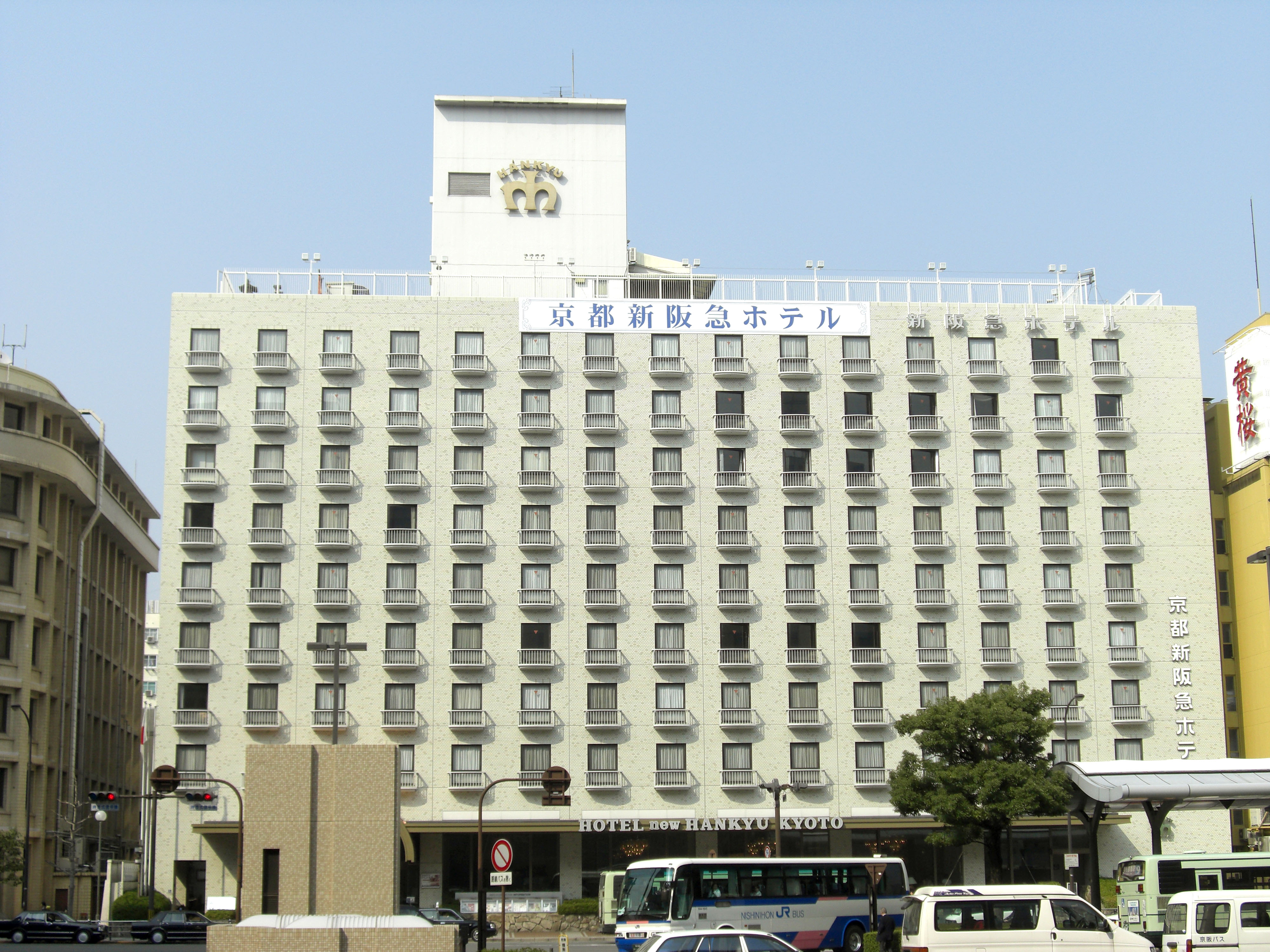
京都新阪急ホテル

### 旧第一ホテルグループ
- 第一ホテル東京（港区）★
- 第一ホテル両国（墨田区）■
- 第一イン池袋（豊島区）■
- 第一イン湘南（藤沢市）■ - 2024年12月22日のチェックアウトをもって営業終了。
- 東京第一ホテル鶴岡（鶴岡市）■
- 第一イン新湊（射水市）■
- 東京第一ホテル錦（名古屋市中区）■
- 大阪第一ホテル（大阪市北区）■ - 大阪マルビルの建替に伴い、2023年3月31日で営業終了される予定
- ホテルボストンプラザ草津（草津市）□
- 高松国際ホテル（高松市）□[39]
- 今治国際ホテル（今治市）□

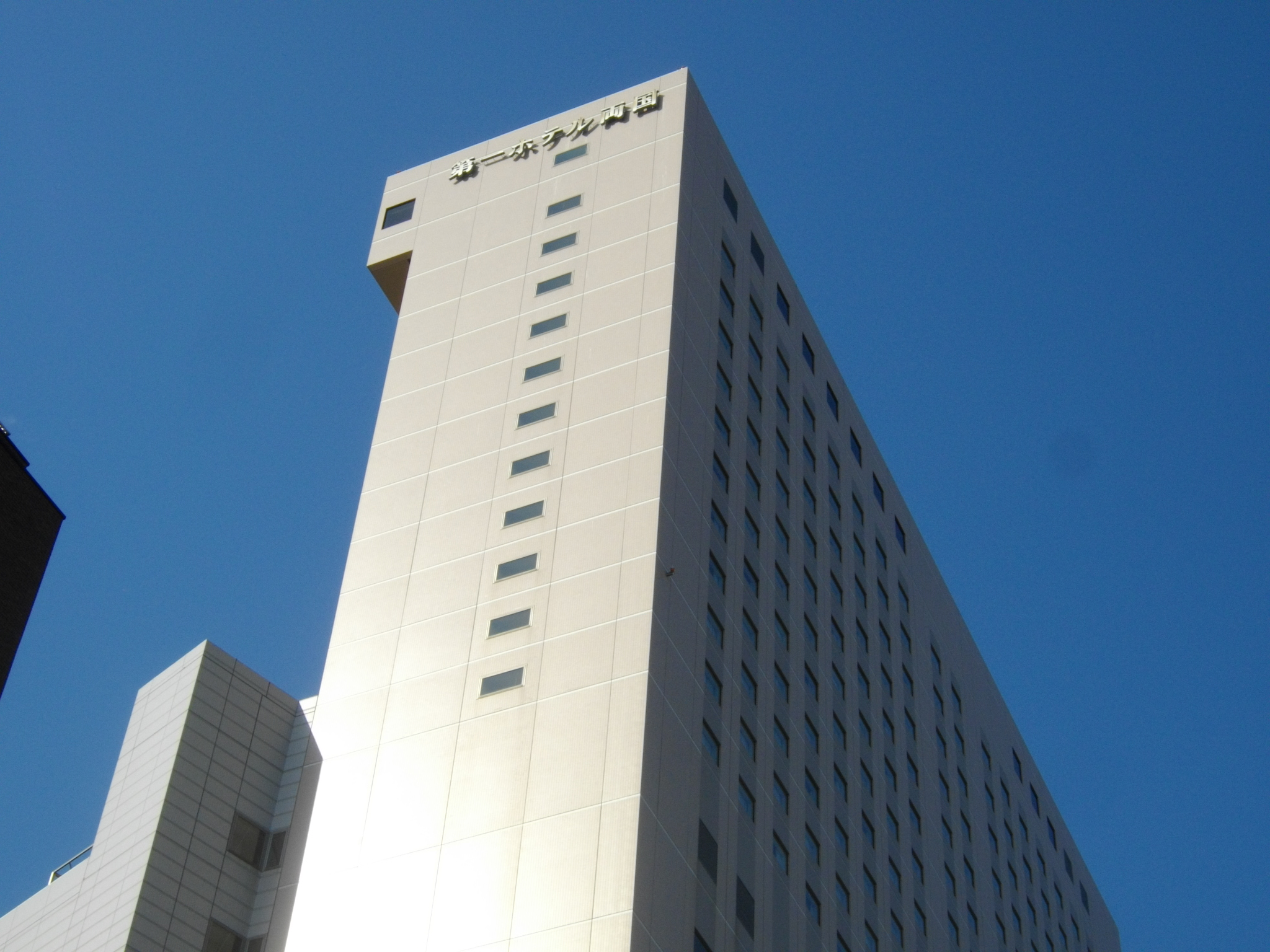
第一ホテル両国
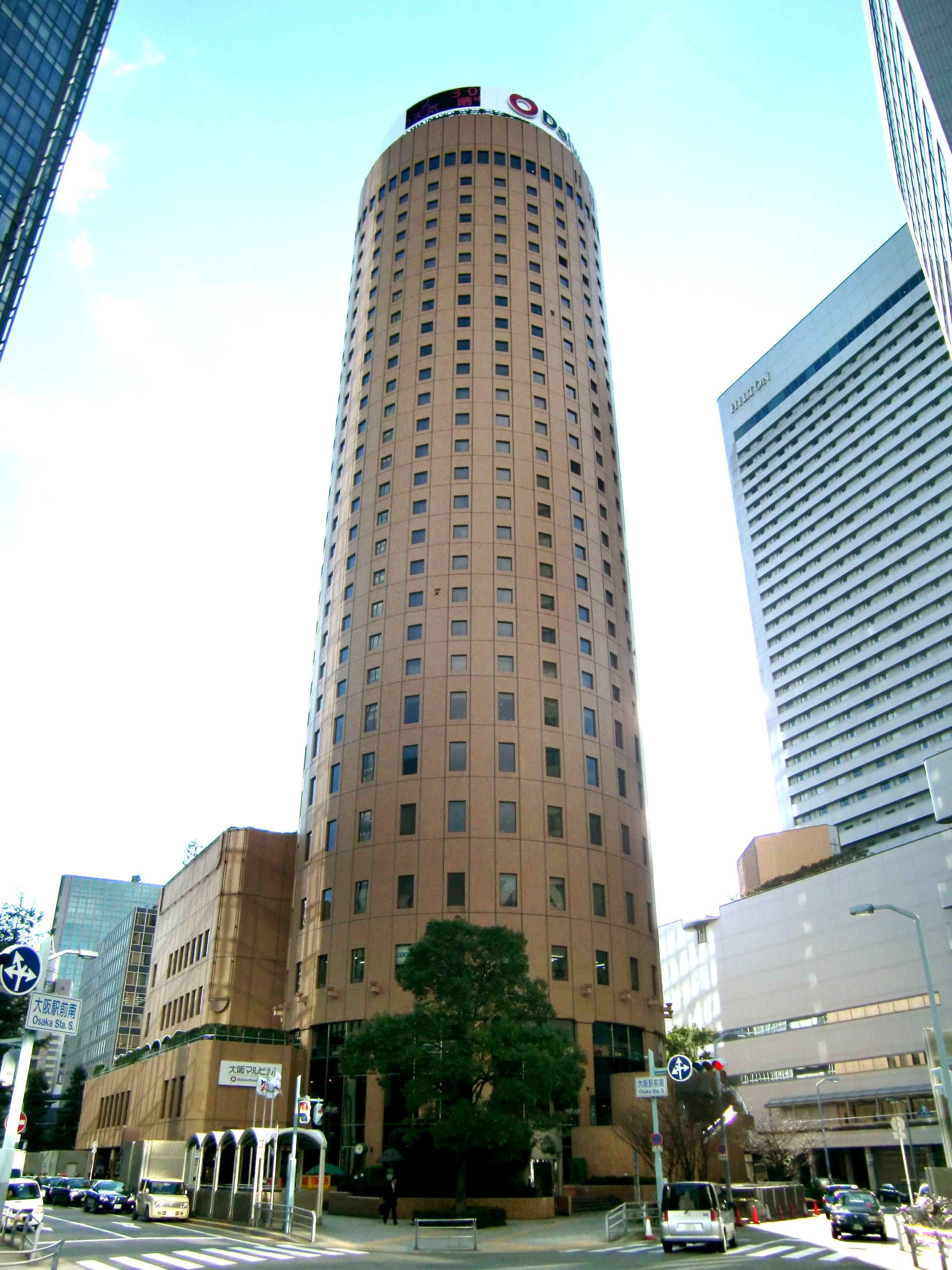
大阪第一ホテル

### 旧阪神電気鉄道グループ
- ホテル阪神大阪（大阪市福島区）★ - 旧ホテル阪神。
- ホテル阪神アネックス大阪（大阪市福島区）★ - 阪神電鉄とJR西日本がそれぞれ所有する大阪市福島区の福島5丁目及び7丁目の土地を複合ビルとして共同開発し2019年5月15日に開業。商業ゾーンには阪急オアシスが入居[40][14]。

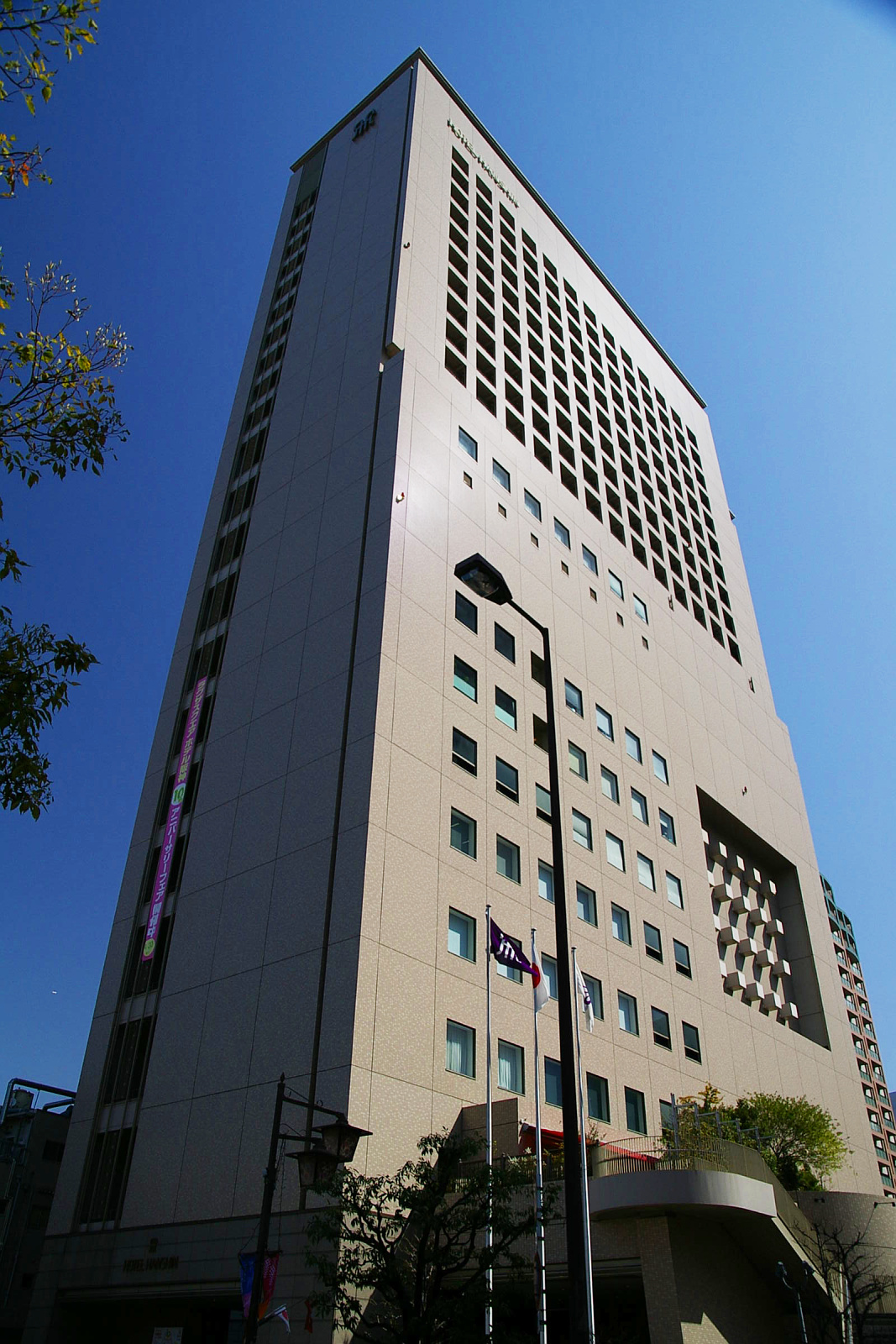
ホテル阪神大阪

### レム / レムプラス
- レム日比谷（千代田区）★
- レム秋葉原（千代田区）★
- レム六本木（港区）★
- レム東京京橋（中央区）★
- レム新大阪（大阪市淀川区）★
- レム鹿児島（鹿児島市）■ - 2022年3月31日までは★[38]
- レムプラス銀座（中央区）★
- レムプラス神戸三宮（兵庫県神戸市）★ - 神戸阪急ビル東館[41]

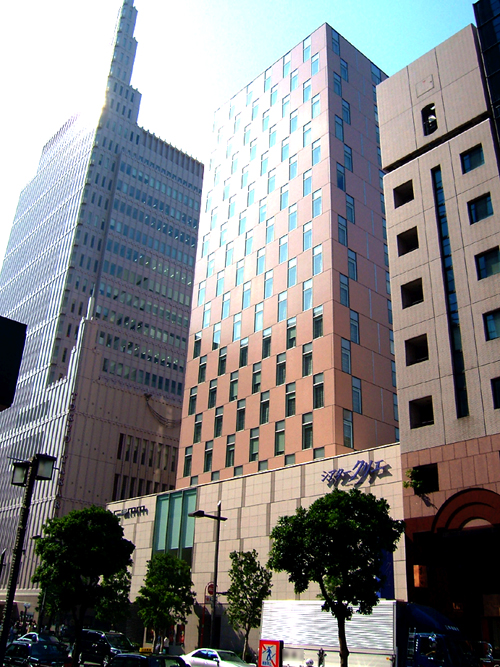
レム日比谷
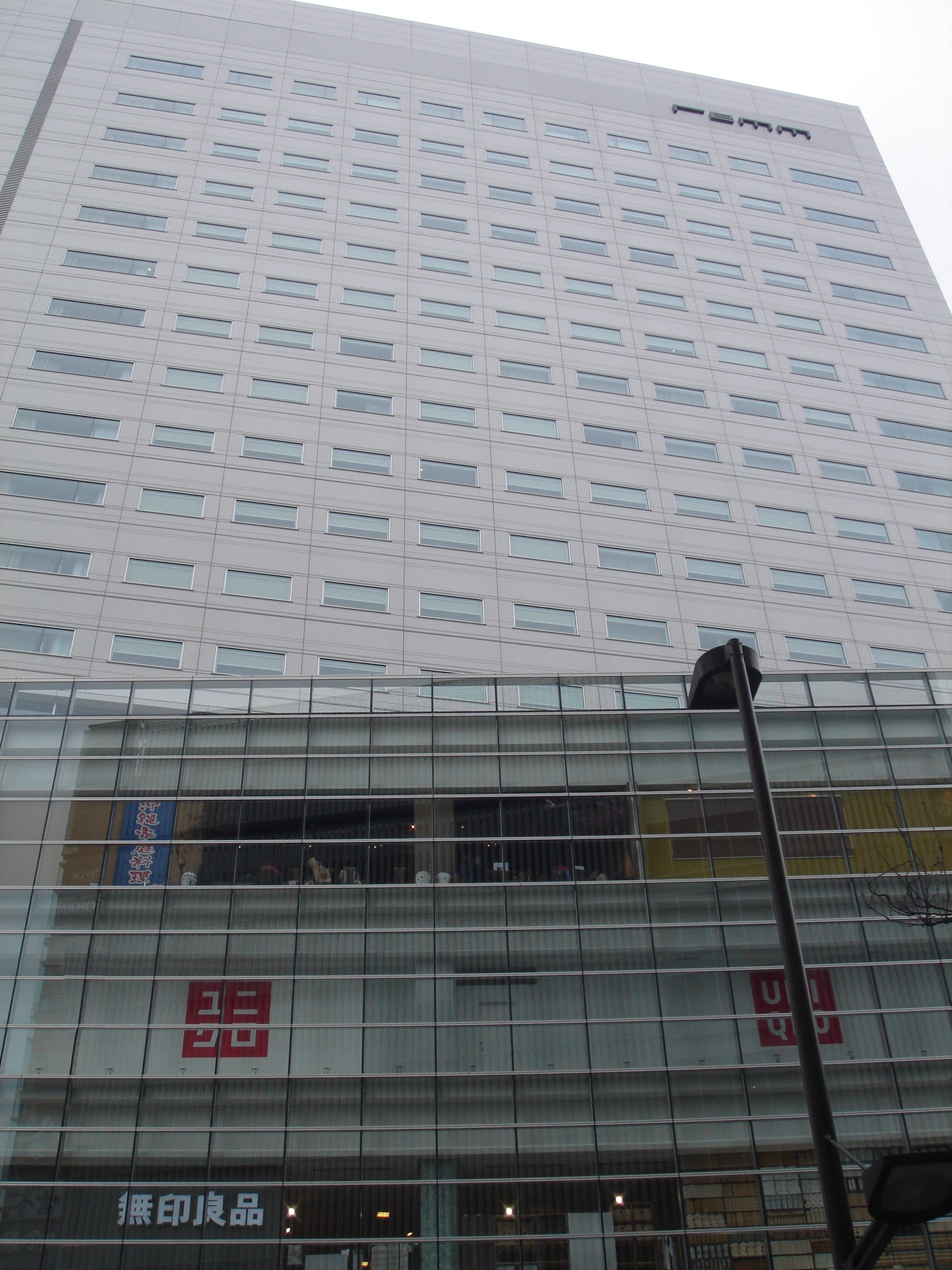
レム秋葉原
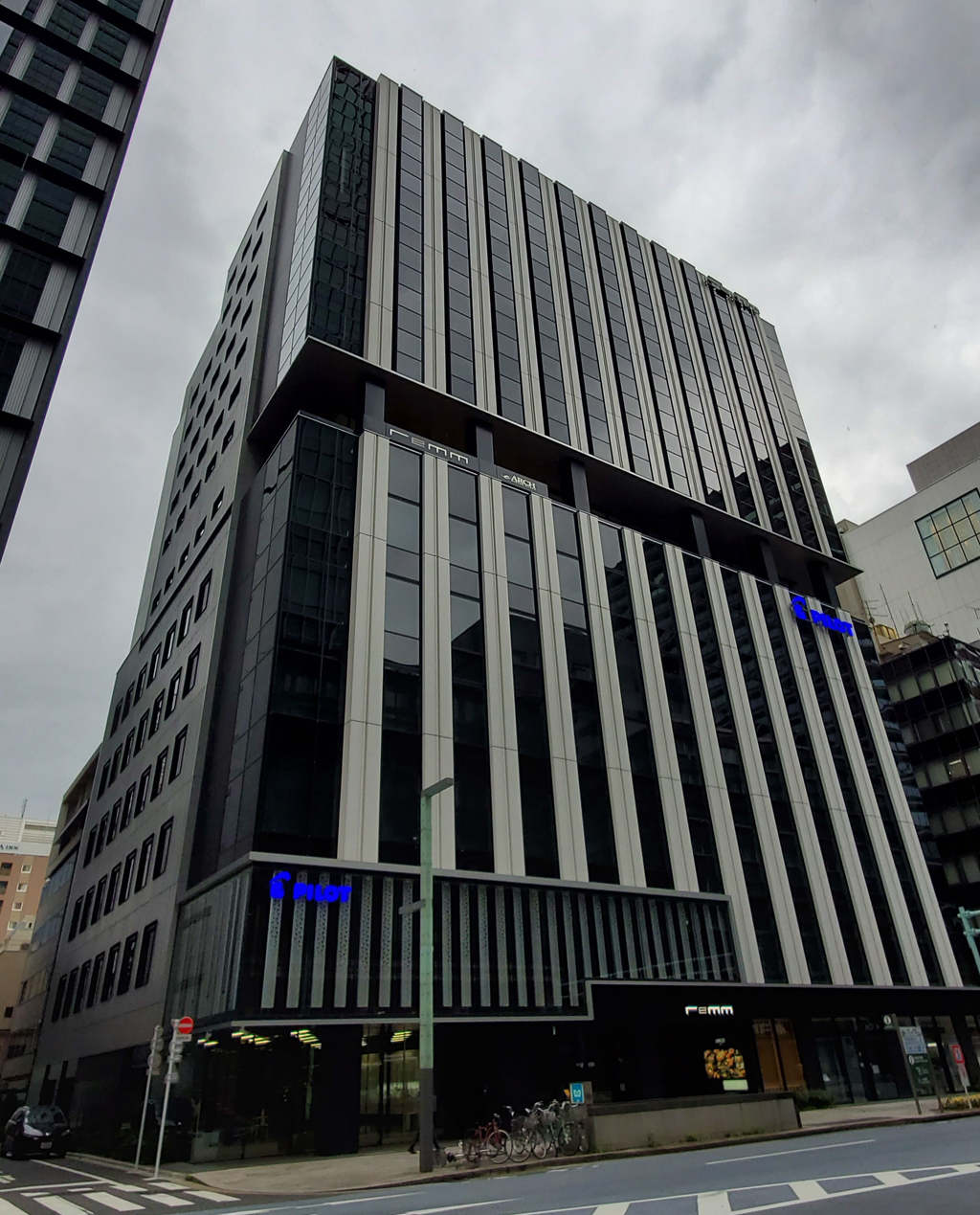
レム東京京橋
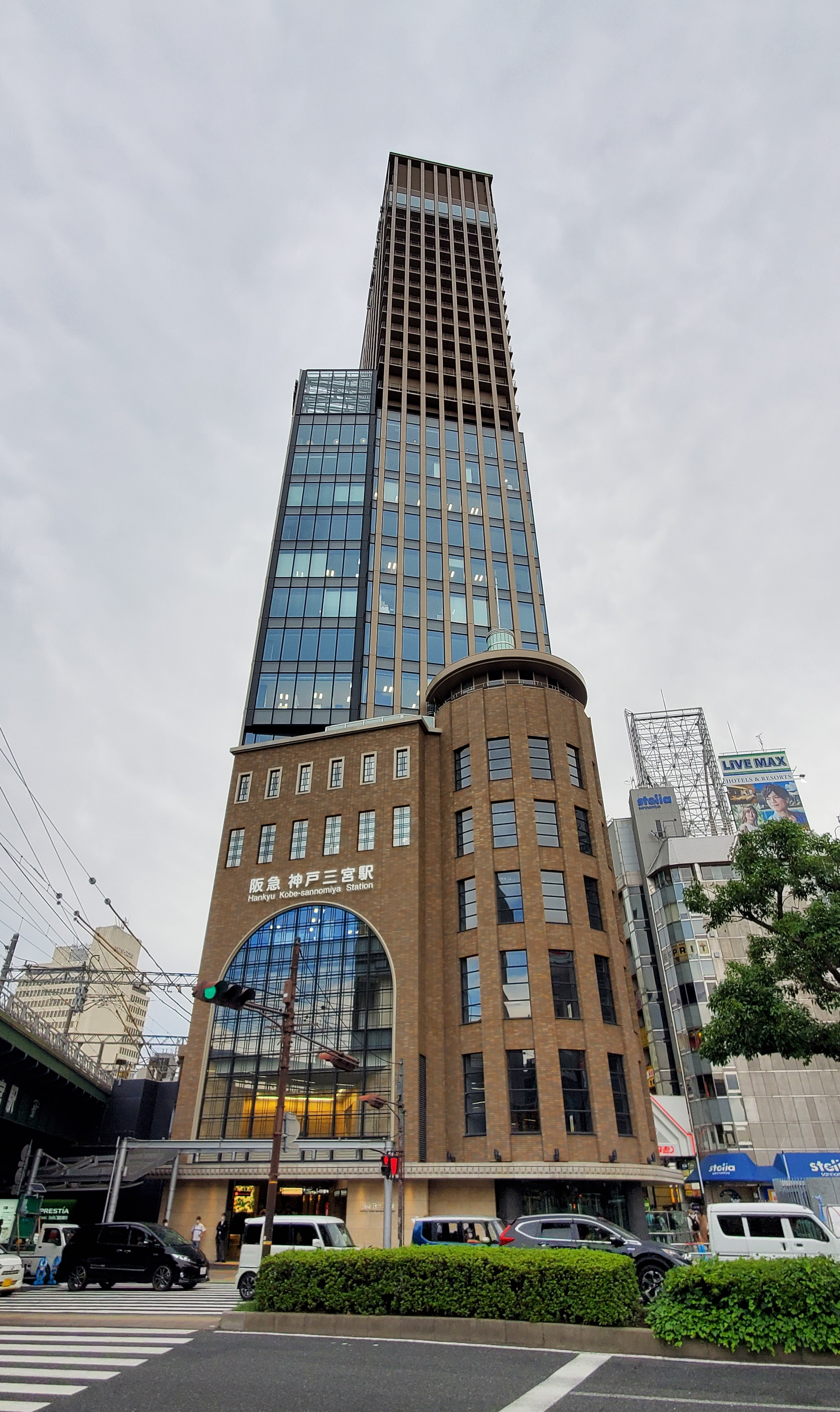
レムプラス神戸三宮

### ホテル阪急レスパイア / グランレスパイア
- ホテル阪急レスパイア大阪（大阪市北区）★
- ホテル阪急グランレスパイア大阪（大阪市北区、グラングリーン大阪サウスタワー）★[42][43]

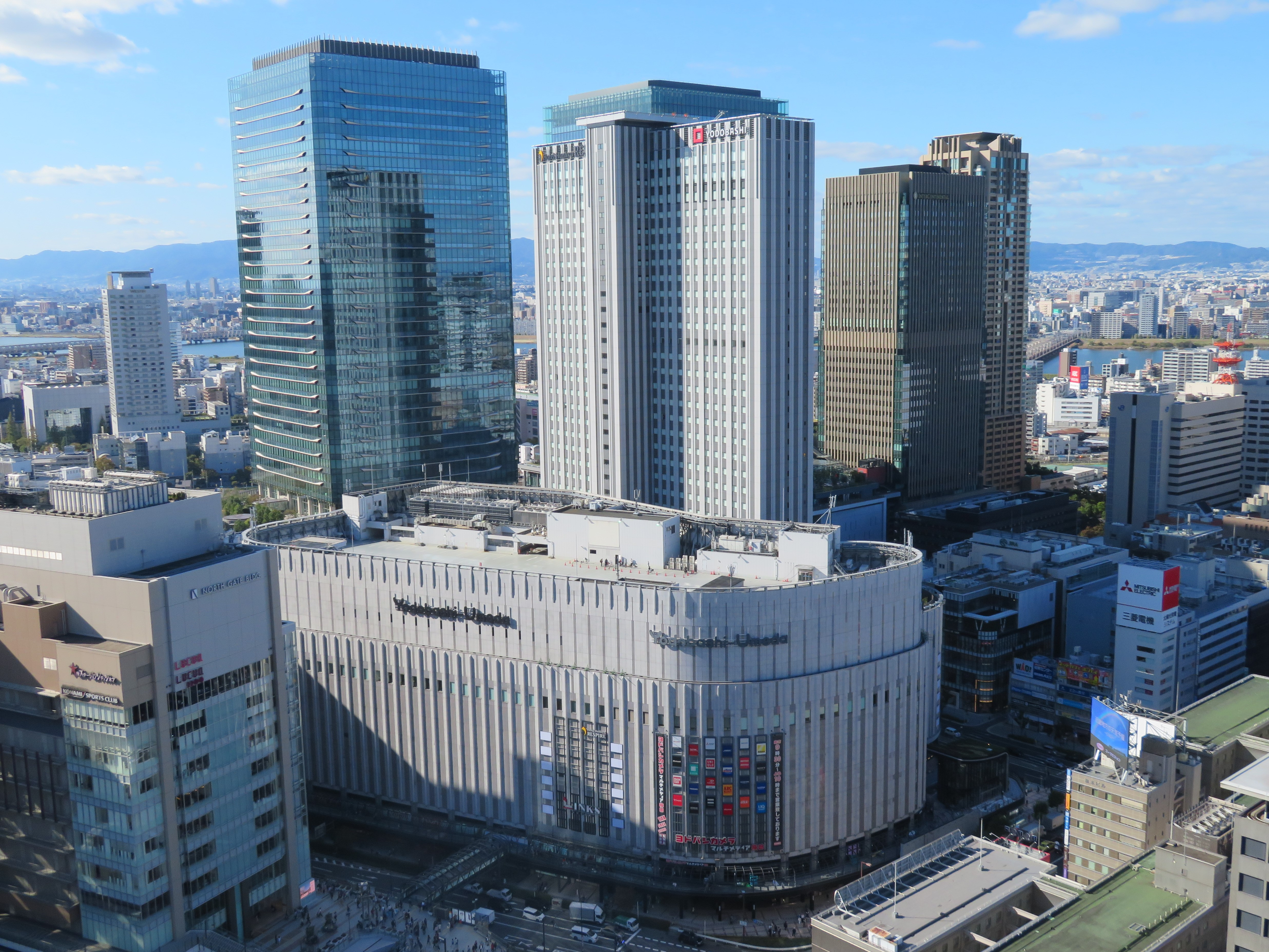
ホテル阪急レスパイア大阪（ヨドバシ梅田タワー）

### その他
- 東京第一ホテル岩沼リゾート（岩沼市）□ - 2016年10月1日に「モンタナリゾート」から名称変更。2021年11月末で営業終了[44]。
- 東京第一ホテル新白河（福島県白河市）■ - 旧「ホテルサンルート白河」
- アワーズイン阪急（品川区）□ - 運営する大井開発は阪急阪神百貨店グループ。
- 有馬きらり（神戸市北区）□ - 旧「有馬ビューホテル」→「有馬ビューホテル うらら」。2019年4月の改装完了と共に名称変更予定[45]。
- 天橋立ホテル（宮津市）□
- ホテルロイヤルヒル福知山＆スパ（福知山市）□ - 旧「ホテルロイヤルヒル福知山」
- ホテル一畑（松江市）□[46] - 2016年10月1日に加入。一畑グループ。
- 呉阪急ホテル（呉市）□
- JRホテルクレメント高松（高松市）□ - 2015年4月1日に加入[47]。JR四国ホテルグループ。
- JRホテルクレメント徳島（徳島市）□ - 2011年4月1日に加入[48]。JR四国ホテルグループ。
- ホテルベイガルズ□（大阪府泉南郡）
- ホテル八重の翠東京□（東京都中央区）
- ロイヤルパークホテル倉敷□（岡山県倉敷市、穴吹エンタープライズ運営であなぶきホテルズに属するが、本グループとも契約）

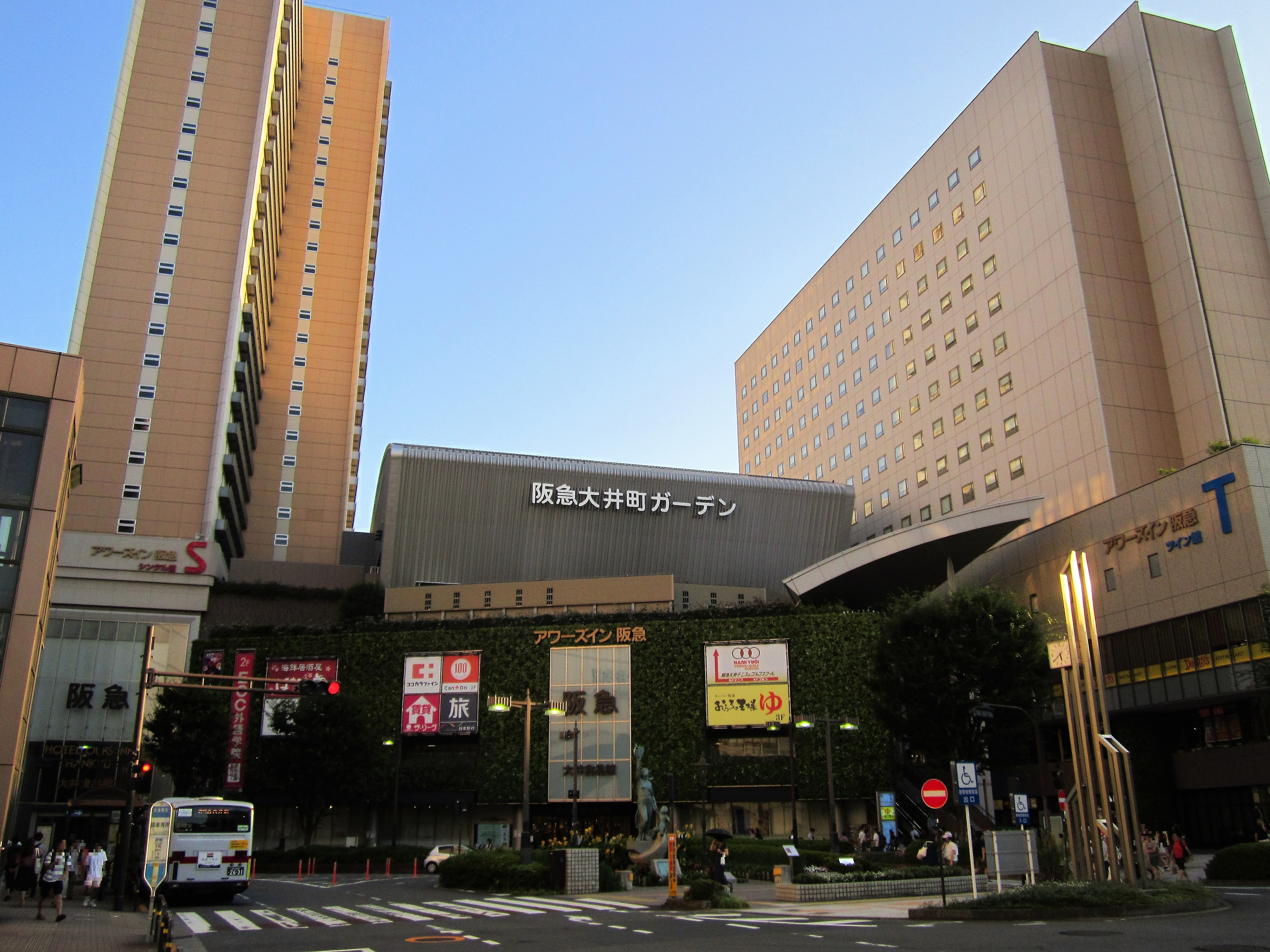
アワーズイン阪急
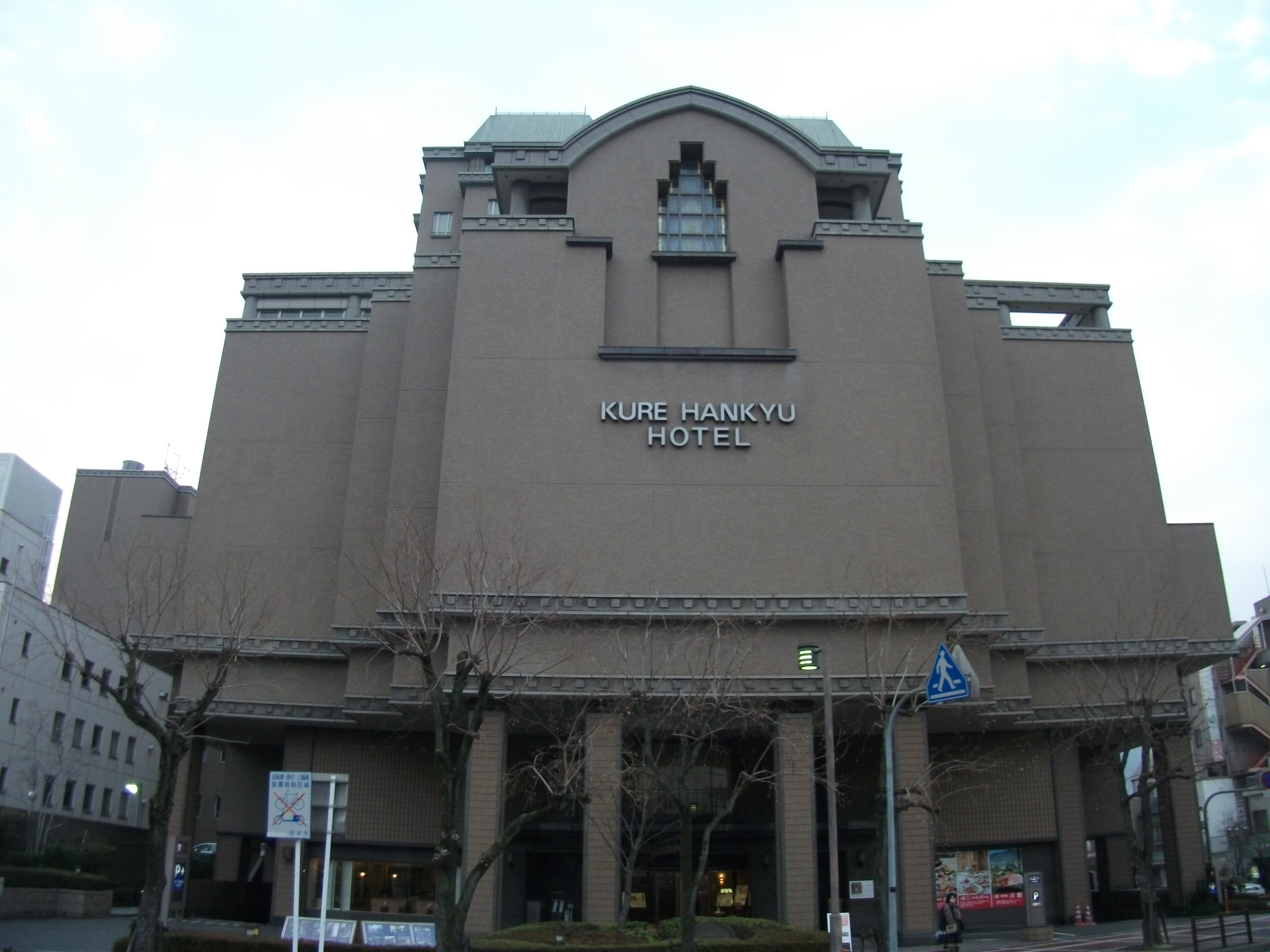
呉阪急ホテル

### グループに含まれない系列ホテル
- 「ザ・リッツ・カールトン大阪」 - （阪神電鉄系ハービスOSAKA内に立地、阪急阪神ホテルズではなく阪急阪神HD内の阪神電気鉄道の子会社である阪神ホテルシステムズが経営するため、当ホテルグループには含まれない。
- 「JRホテルクレメント宇和島」[要出典]

### 過去に営業・加盟していたホテル

#### 旧阪急ホテルズグループ
- 大阪エアポートホテル - 2006年9月3日 老朽化と客減少により閉鎖。2010年3月25日より「大阪空港ホテル」としてオープン。
- 六甲山ホテル（灘区）★ - 2017年12月31日のチェックアウトをもって阪急阪神ホテルズとしての営業を終了[49]。修繕・改装の後、「六甲山サイレンスリゾート」としてオープン。

#### 旧新阪急ホテルグループ
- 大阪新阪急ホテル（大阪市北区）★

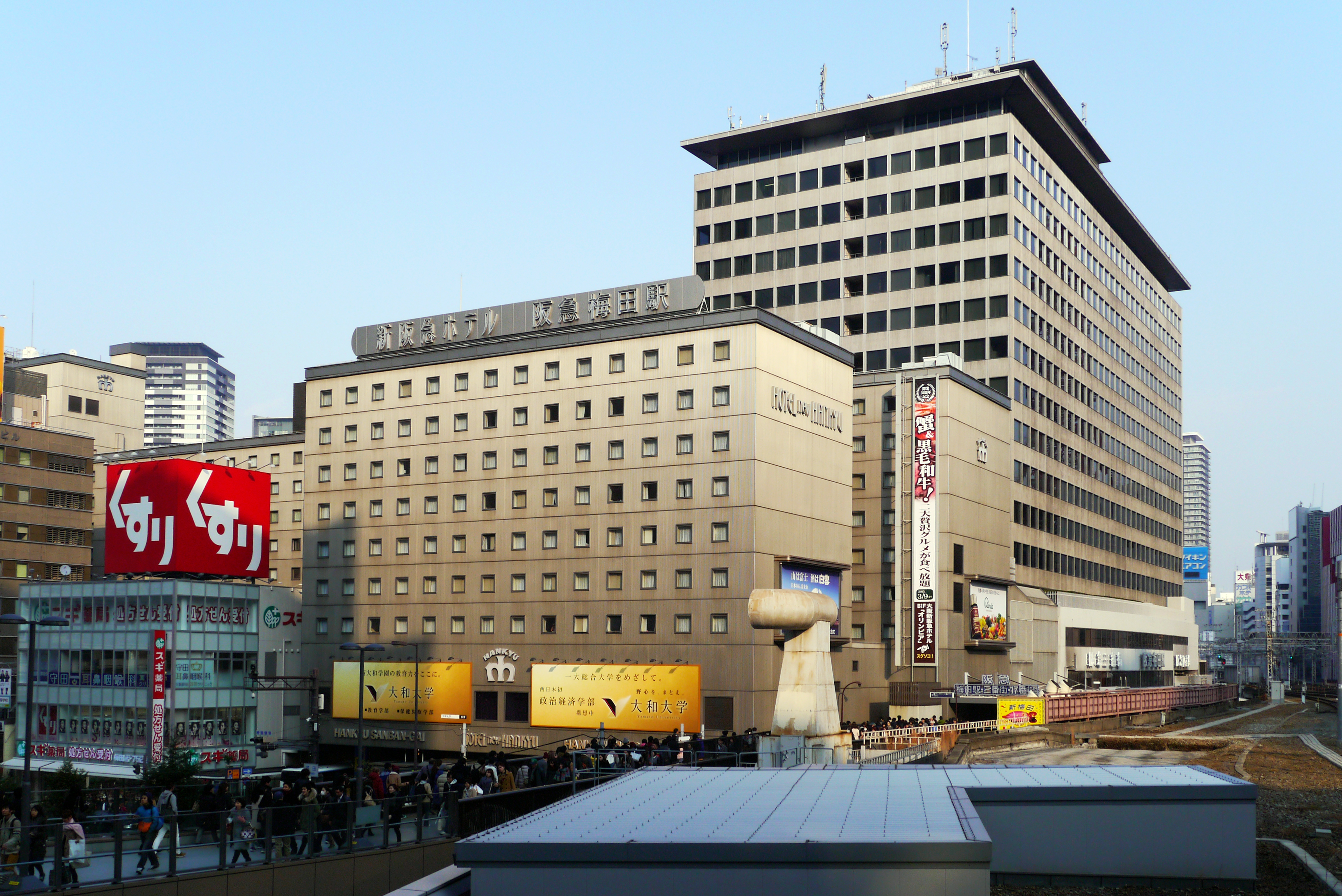
大阪新阪急ホテル

- 神戸三田新阪急ホテル（三田市）★ - 2011年3月31日で契約満了。翌4月1日よりオリックス不動産の子会社が運営する「三田ホテル」となる。
- ホテル阪急エキスポパーク（吹田市）★ - 賃貸契約満了に伴い2020年2月29日で営業終了。

#### 旧第一ホテルグループ
- 東京第一ホテル仙台 - 「ホテルリッチフィールド青葉通り」を経て、現在は「ホテルクラウンヒルズ仙台青葉通り」である。
- 第一ホテル東京シーフォート（品川区）★[50] - 2023年2月末に閉館[38]。改装の後、2025年4月に「ANAホリデイ・イン東京ベイ」としてリブランド。
- 東京第一ホテル光が丘■ - 前田建設工業系列で、2004年にFC契約を解除[51]し、現在は「ホテルカデンツァ東京」である。
- 東京第一ホテル魚津★ - 2007年にグループを離れ、現在は「ホテルグランミラージュ」である。
- 富山第一ホテル（富山市）■ 2021年3月営業終了
- 第一イン富山■ - 2001年にFC契約を解除し、現在は「富山地鉄ホテル」である。
- 東京第一ホテル福岡■ - 2007年に買収され、「アイピーホテル福岡」を経て現在は「THE LIVELY HAKATA FUKUOKA / The Millennials fukuoka」である。
- 第一イン高松■ - 2002年にFC契約を解除し、「ロイヤルパークホテル高松アネックス」[52]を経て、現在は「チサンイン高松」である。
- 第一ホテル東京ベイ■ - 2002年にFC契約を解除し、現在は「ホテルオークラ東京ベイ」である。
- 東京第一ホテル小倉（北九州市小倉北区）■ - 現在は「ホテルクラウンパレス小倉」である。名称変更後も2010年7月4日契約終了までD-Line+（オンライン予約サービス）に対応していた。同ホテル地下1階の映画館「小倉シネシティ有楽」は2003年8月31日に閉館。
- 東京第一ホテル大森■ - 1984年10月15日に「第一イン大森」として開業し、FC契約元である澤田屋の破綻により1998年6月に廃業。建物解体後、跡地はマンションになっている。
- 名古屋第一ホテル - 運営委託契約満了後「ロイヤルパークイン名古屋」になり、隣接する大名古屋ビルヂングとの一体的再開発に伴い、2011年2月末で営業終了。跡地は大名古屋ビルヂングの一部となる。ホテル自体は近接地に移転の上、「ロイヤルパークホテル ザ 名古屋」と名称変更して2013年11月に再オープン。
- 大分第一ホテル（大分市）■ - 大分パルコ撤退後、入居ビルの営業断念に伴い2012年10月撤退を表明[53]したが、その後閉館日を前倒しして2012年7月6日正午に閉館。
- 筑波第一ホテル・エポカル■ - 2001年4月1日に「オークラフロンティアつくば・エポカル」に改称。
- 東京第一ホテル那覇シティリゾート（那覇市）■ - 旧「沖縄ワシントンホテル」。2016年1月31日で離脱し現在は「スマイルホテル那覇シティリゾート」である。
- 東京第一イン八戸（八戸市）■ - 旧「八戸センチュリーホテル」。2016年2月29日で離脱し現在は「ホテル イルヴィアーレ八戸」である。
- 東京第一イン八戸アネックス（八戸市）■ - 旧「第二八戸センチュリーホテル」。2016年2月29日で離脱し現在は「ホテル イルヴィアーレ八戸 アネックス」である。
- 東京第一ホテルオキナワ グランメールリゾート（沖縄市）■ - 旧「ホテルグランメール」。2016年3月31日で離脱、翌4月1日からは「オキナワ グランメールリゾート」に改称。
- 東京第一ホテル下関（下関市）■ - 2021年6月1日で閉鎖。
- 東京第一ホテル米沢（米沢市）■ - 地元財界が共同出資した米沢相互企画が第一ホテルとフランチャイズ契約を結び1988年開業。2011年に冠婚葬祭業のナウエルが営業を引き継いだ。しかし、新型コロナウイルスの影響に伴う急激な業績悪化と、築約30年が経過し今後の改装には数億円規模の修繕費が必要になることから、2021年9月末で営業を終了すると発表した。ナウエルは2022年度末までに建物の売却先を探すとしていたが[54]、DEN ORIENTAL RELATIONSが継承し東急ホテルズとFC契約、2022年4月24日に「米沢エクセルホテル東急」として開業[55]。
- 第一ホテルアネックス（千代田区）★ -新橋第一ホテル本館の建て替え閉館に合わせる形で、1989年に隣接地の東京生命ビル（東京生命破綻後は内幸町平和ビルとなる）の低層階に開業。2022年2月12日の宿泊利用（翌13日のチェックアウト）をもって営業終了[56]。跡地は改装の後、アコーホテルズのミッドスケールホテルであるメルキュールブランドの「メルキュール東京日比谷」として2023年冬に開業予定[57]。
- 吉祥寺第一ホテル（武蔵野市）★ - 2022年3月31日で営業終了[38][58]。跡地は東急ホテルズが取得し、吉祥寺エクセルホテル東急（仮称）として2022年10月に開業[59]。
- 東京第一ホテル松山（松山市） - 2023年6月30日で営業終了[60]。

#### 旧阪神電気鉄道グループ
- 住之江ホテル阪神（大阪市住之江区）★ - 1995年（平成7年）開業。住之江公園駅隣接のオスカードリーム内にあった。客減少により2005年（平成17年）11月末に閉鎖。その後、「ベストウェスタン・ジョイテル大阪」を経て、現在は「大阪ジョイテルホテル」。
- 六甲オリエンタルホテル（神戸市灘区）★ - 旧「オリエンタルホテル」に運営委託、他のオリエンタルホテルは旧ダイエー系列になっていたが、当ホテルは戦後、阪神電鉄が直営ののち一旦手を離れ、来島グループ・三菱商事傘下を経て1988年より再び阪神傘下となった[61]。2007年6月15日で営業停止。
- 神戸タワーサイドホテル（神戸市中央区） - 神戸港振興協会の所有するビルにて1970年4月に開業。運営は株式会社神戸ホテル阪神が担ったが、経営不振のため1976年に撤退した[62]。同ホテルはその後も経営主体を変えながら2009年よりアベストコーポレーションが運営する「神戸ポートタワーホテル」となっている。

#### その他直営
- 梅田OSホテル（大阪市北区）★ - 2016年1月6日までは□[63]。2021年12月30日の宿泊利用をもって営業終了[38]。

#### リファーラル契約
- ノボテル甲子園（西宮市）□ - アコーホテルズ加盟、旧「甲子園都ホテル」、2014年1月29日でグループ契約満了。2017年9月20日にアコーホテルズも脱退し、現在のホテル名は「ホテルヒューイット甲子園」。
- 万代シルバーホテル（新潟市中央区）□ - 新潟交通グループ。2014年1月31日でグループ契約満了。
- ホテルコンコルド浜松（浜松市中央区）□ - 遠鉄グループ。2018年2月28日でグループ契約満了。
- タカクラホテル福岡（福岡市中央区）□ - 2018年8月31日でグループ契約満了。ホテル自体も2021年1月31日で閉館。
- 真庭リバーサイドホテル（真庭市）□ - 2018年9月30日でグループ契約満了。

## 関連会社
- オーエス - 映画館運営。かつては梅田OSホテルの運営も行っていた。
- 第一ホテル九州 - 大分第一ホテルと呉阪急ホテルの運営
- 株式会社高知新阪急ホテル（97.8%出資）
- アワーズイン阪急
- 株式会社天橋立ホテル（90%出資）
- 有馬ビューホテル
- 真庭リゾート開発 - 真庭カンツリークラブと真庭リバーサイドホテルの運営
- 第一ホテルサービス株式会社（100%出資）
- 宝塚ホテルサービス株式会社（100%出資）
- 京浜サービス株式会社（100%出資）
- 株式会社阪急阪神レストランズ（100%出資）
- 株式会社レムホテルズ西日本（100%出資）

## 不祥事

### 従業員の健康保険等未加入問題
同社の運営する『第一ホテル東京』で、一日契約の配膳人（ウェイター・ウェイトレス）として働いていた140人の臨時従業員のうち、約50人が、正社員と同様に常勤だったのにもかかわらず、厚生年金や健康保険に加入させていなかったことが、大阪社会保険事務局の指摘で発覚した。一日契約の臨時従業員であっても、1ヵ月間で正社員の所定労働時間の4分の3以上勤務していれば、常勤と見做され、雇用主はこれらの保険への加入義務を負うことになっているが、同社は、これを守っていなかったことになる。同社は、指摘を受け、改善を検討しているという。

### メニュー虚偽表示事件
2013年10月22日、同社は運営する8ホテル1事業部の23店舗47品目においてメニュー表示と異なった食材を使用した料理を提供していたと発表した。当該商品の利用客へは返金するとしている。虚偽表示は2006年3月から2013年10月中旬まで行われ、のべ7万8775人に該当するという。
問題となった食材は、仕入れ値が1キロ2000円の「九条ネギ」と表示していたメニューを実際には800円の「青ネギ」などを使用したケースの他、仕入れ値が1キロ2500円の「芝海老」のかわりに1400円の「バナメイ海老」を使用したケース、1人前105円の「信州そば」のかわりに中国産を含むブレンド麺（1人前68円）を使っていたケースなど仕入れ値が半値以下か半値に近いものも複数あった。
10月24日に出崎弘社長は記者会見を開き、「会社の管理体制や審査体制が不十分だった」と謝罪するも、「意図を持って誤った表示をしたことはない。偽装ではないと認識している」と偽装との見方を否定した。
その後10月28日夜にも出崎弘社長は記者会見を開き、「辞任する意思を固めました。本当に申し訳ございませんでした」と謝罪。メニュー表示と異なる食材が使われていた6品についての再調査結果を発表し、「客に偽装と思われても仕方がない」と話し、「グループ全体の信用失墜も大きい」と引責辞任することを発表した。それを受け、10月29日朝に同社は臨時取締役会を開き、後継の社長人事について審議を進めた。
また、消費者担当大臣の森雅子は10月29日の閣議後の記者会見にて、今回の事態に関して景品表示法違反の可能性もあるとして消費者庁が阪急阪神ホテルズ側から事情聴取を行ったことを明らかにした。
11月1日に新社長人事を発表。旧取締役常務執行役員だった藤本和秀が社長に就き、また社長直轄の適正表示と品質管理徹底の諸施策策定及び意志決定を行う品質管理委員会を設置。事業統括本部総務人事部内にも品質管理委員会の意志決定に基づいて各事業所の点検や従業員の教育等を行う品質管理を設けた。
尚、2013年秋の褒章にて黄綬褒章を授与されることとなっていた阪急阪神ホテルズ中国料理総料理長が、「今回の不祥事で世間をお騒がせした責任を取りたい」として褒章受章を辞退している。

### 長時間労働による従業員過労死問題
2014年3月12日、西野田労働基準監督署は阪神ホテル勤務の男性調理人に違法な長時間残業をさせたとして、運営会社の阪急阪神ホテルズとホテルの総支配人を労働基準法違反容疑で大阪地検に書類送検した。被害男性は2013年8月上旬に勤務中に倒れ、脳出血で死亡しており、7月に労使間協定で定めた月最大60時間を超える100時間前後の残業をさせていたことが判明している。